# Afinação justa
Afinação Justa é um tipo de afinação na qual todos os intervalos podem ser representados por frações de números inteiros, diferente do temperamento no qual há uma Escala logarítmica para a obtenção da afinação das notas. São exemplos de intervalos as frações 1/1, 5/4, 9/8, 87/54, 19/11, entre outros. Os principais compositores desta vertente são Harry Partch, Ben Johnston, Lou Harrison, James Tenney, Georg Friedrich Haas entre inúmeros outros. Todos os intervalos da Afinação Justa podem ser encontrados na série harmônica. Por exemplo, na imagem ao lado, a fração 5/4 irá representar o intervalo entre o 5º harmônico e o 4º harmônico, ou seja 386 cents (Se a oitava tem 1200 cents isso significa que 386 cents é uma terça maior um pouco mais baixa).   
No caso de Harry Partch as frações são dadas por números relativamente baixos visto que ele usa intervalos da série harmônica até no máximo o 17º harmônico, o que o compositor chama limite-n, sendo n o harmônico mais alto. Porém no caso de Ben Johnston, há o uso de números altos na série harmônica, como é o exemplo da fração 531441/524288.  

## Tonalidade Diamante
Na tonalidade diamante temos uma sobreposição de harmônicos, os quais são definidos pelo que Harry Partch vai chamar de Identities, ou identidades. De forma simples, as identidades segundo Partch são todos os harmônicos de números ímpares. Para delimitar quais as identidades serão usadas Partch utiliza o conceito limite. O limite é a maior identidade usada. Ou seja, no Limite-5 temos as identidades 1, 3 e 5, no  limite-7 temos 1, 3, 5, 7 e limite-11 temos as identidades 1, 3, 5, 7, 9 e 11. Para adquirir as razões Partch sobrepõe essas identidades seguindo os passos. 
1. Colocar as frações sobrepostas por elas mesmas no centro do diamante (veja na imagem 1/1, 5/5 3/3). Perceba que a ordem das frações devem seguir uma escala ascendente em uma única oitava. Tendo 1/1 como dó, teríamos a ordem 1/1 (dó), 5/5 (mi) e 3/3 (sol). E não 1/1 (dó), 3/3 (sol) e 5/5 (mi) pois mi vem antes do dó.
2. Após isso, das diagonais da esquerda para a direita mantemos os denominadores iguais.

Processo de equivalência de oitavas da Tonalidade-Diamante limite-5.

3. Nas diagonais da direita para a esquerda mantemos os numerados iguais.Construção da Tonalidade Diamante sem equivalência de oitavas. Processo de equivalência de oitavas da Tonalidade-Diamante limite-5.O último passo é fazer a equivalência de oitavas.  

Construção da Tonalidade Diamante sem equivalência de oitavas.

  1. Primeiro faça as série geométrica de todas as identidades usadas, no caso deste exemplo (1, 5 e 3). 
    1. 1 = 1 2 4 8 16 (só multiplicar o número anterior por dois);
    2. 5 = 5 10 20 40;
    3. 3 = 3 6 12 24;

  2. Depois substitua os numeradores e os denominadores de modo que a divisão do numerador pelo denominador seja sempre entre 1 e 2, ambos só podem ser substituídos pelo equivalente da série geométrica. Desta forma, 1 só pode ser substituído por 1, 2, 4, 8, e assim sucessivamente. Então 1/3 se torna 4/3, 5/1 se torna 5/4, 3/5 se torna 6/5 e assim com todas as razões.

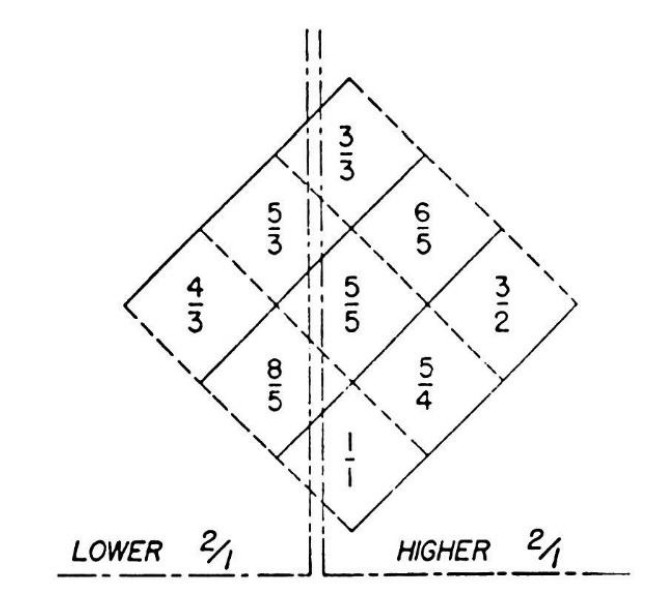
Tonalidade Diamante limite-5.

## Afinação justa em ambientes eletrônicos
Atualmente, com o avanço dos programas musicais como o MAX/MSP, Pure Data, OpenMusic, Csound e outros, é possível um controle muito preciso da afinação e da altura. É por este motivo que há peças acusmáticas que utilizam a Afinação Justa. Como é o caso da Mortuos Plango Vivos Voco do compositor Jonathan Harvey. 